# Somatochlora cingulata
Somatochlora cingulata ist eine Libellenart aus der Familie der Falkenlibellen (Corduliidae), die zu den Großlibellen (Anisoptera) gehören. 

## Merkmale
Die Imago von Somatochlora cingulata misst zwischen 55 und 68 Millimeter, wovon 40 bis 50 Millimeter auf den Hinterleib (Abdomen) entfallen, was innerhalb der Gattung relativ groß ist. Das schlanke, leicht behaarte Abdomen ist messingfarben bis schwarz und ähnelt stark jenem von Somatochlora albicincta. Die Übergänge der Segmentierung sind gelblich. Die Hinterleibsanhänge sind schwarz. 
Der Teil des Brustkorbes (Thorax), an dem die Flügel ansetzen, der sogenannte Pterothorax ist mit kleinen Härchen besetzt. Die Hinterflügel messen 33 bis 41 Millimeter. In den sonst durchsichtigen Flügeln ist die Costalader sowie das Flügelmal (Pterostigma) gelbbraun. Die Membranula ist in der vorderen Hälfte weiß. 
Im Gesicht ist der Anteclypeus hellgelb, während der Postclypeus wie auch das Occiput braun sind.

## Verbreitung und Flugzeit
Die Art ist im Norden der Vereinigten Staaten und in Kanada verbreitet. Sie fliegt zwischen Juni und September.